# Saint-Jean-de-Bœuf
Pour les articles homonymes, voir Saint-Jean.
Saint-Jean-de-Bœuf est une commune française située dans le département de la Côte-d'Or, en région Bourgogne-Franche-Comté.
Les habitants sont appelés les Beurets.

## Géographie
Le village est situé sur une colline surplombe la vallée de l'Ouche côté est, un affluent de la Saône traversant Dijon. Depuis quelques années, la population croît, ce qui entraîne la construction de nouvelles maisons à la périphérie du village. La forêt se trouvant à l'est de cette petite commune s'étend sur environ 24 000 hectares, peuplée de nombreux chevreuils et lapins de garenne, mais le grand gibier comme les cerfs et les sangliers ont plutôt tendance à se raréfier.

### Climat
Pour des articles plus généraux, voir Climat de la Bourgogne-Franche-Comté et Climat de la Côte-d'Or.
En 2010, le climat de la commune est de type climat des marges montargnardes, selon une étude du Centre national de la recherche scientifique s'appuyant sur une série de données couvrant la période 1971-2000. En 2020, Météo-France publie une typologie des climats de la France métropolitaine dans laquelle la commune est exposée à un climat océanique altéré et est dans la région climatique  Bourgogne, vallée de la Saône, caractérisée par un bon ensoleillement (1 900 h/an), un été chaud (18,5 °C), un air sec au printemps et en été et des vents faibles. 
Pour la période 1971-2000, la température annuelle moyenne est de 9,3 °C, avec une amplitude thermique annuelle de 16,6 °C. Le cumul annuel moyen de précipitations est de 908 mm, avec 13,2 jours de précipitations en janvier et 7,7 jours en juillet. Pour la période 1991-2020, la température moyenne annuelle observée sur la station météorologique de Météo-France la plus proche, « Bessey », sur la commune de Bessey-en-Chaume à 15 km à vol d'oiseau, est de 10,2 °C et le cumul annuel moyen de précipitations est de 831,9 mm,. Pour l'avenir, les paramètres climatiques de la commune estimés pour 2050 selon différents scénarios d'émission de gaz à effet de serre sont consultables sur un site dédié publié par Météo-France en novembre 2022.

## Urbanisme

### Typologie
Au 1er janvier 2024, Saint-Jean-de-Bœuf est catégorisée commune rurale à habitat dispersé, selon la nouvelle grille communale de densité à 7 niveaux définie par l'Insee en 2022.
Elle est située hors unité urbaine. Par ailleurs la commune fait partie de l'aire d'attraction de Dijon, dont elle est une commune de la couronne,. Cette aire, qui regroupe 333 communes, est catégorisée dans les aires de 200 000 à moins de 700 000 habitants,.

### Occupation des sols
L'occupation des sols de la commune, telle qu'elle ressort de la base de données européenne d’occupation biophysique des sols Corine Land Cover (CLC), est marquée par l'importance des forêts et milieux semi-naturels (74,6 % en 2018), une proportion identique à celle de 1990 (74,6 %). La répartition détaillée en 2018 est la suivante : forêts (74,6 %), zones agricoles hétérogènes (23,5 %), prairies (1,9 %). L'évolution de l’occupation des sols de la commune et de ses infrastructures peut être observée sur les différentes représentations cartographiques du territoire : la carte de Cassini (XVIIIe siècle), la carte d'état-major (1820-1866) et les cartes ou photos aériennes de l'IGN pour la période actuelle (1950 à aujourd'hui).

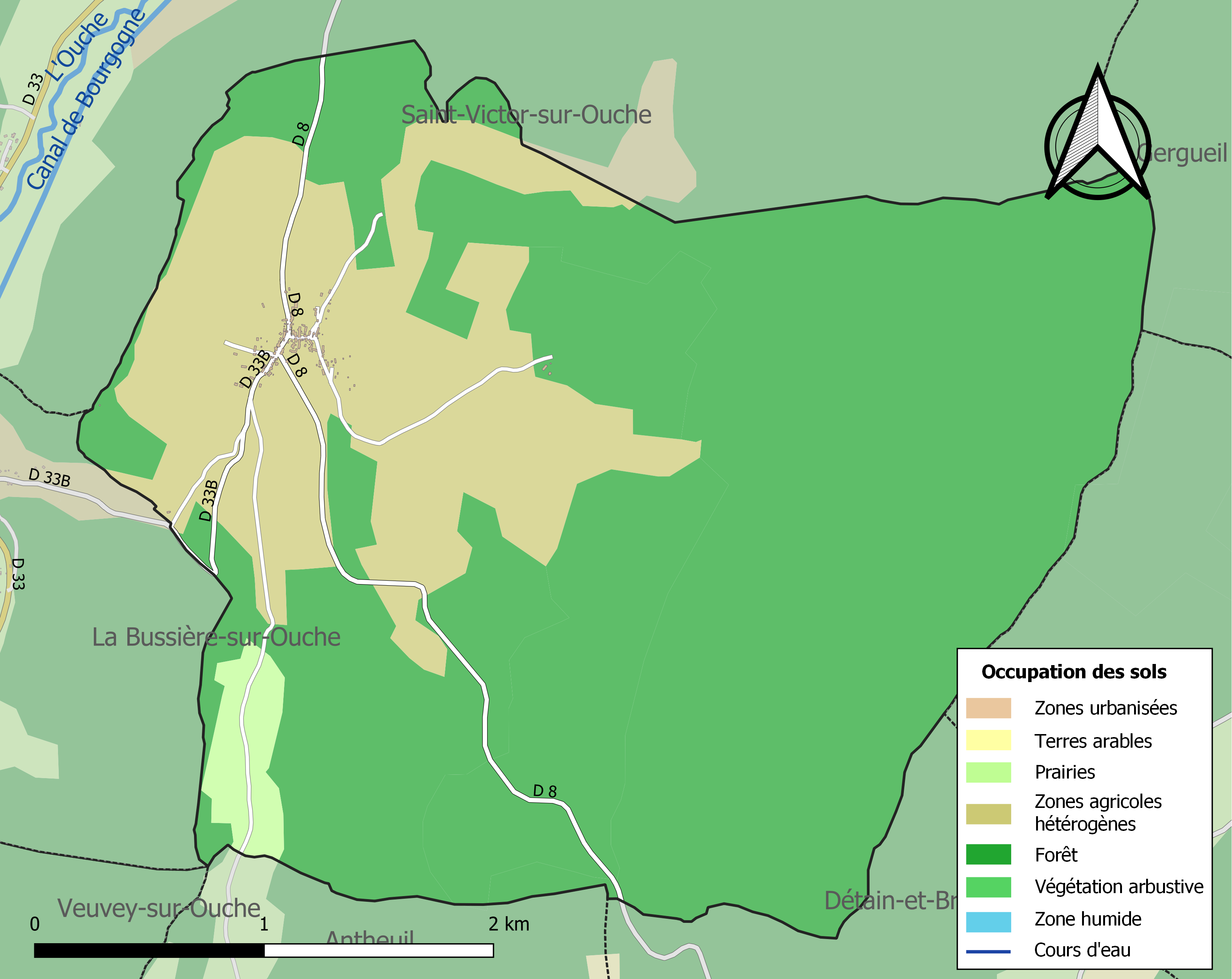
Carte des infrastructures et de l'occupation des sols de la commune en 2018 (CLC).

## Toponymie
Attestée sous les formes  Booi en 1102,Bauveus en 1159, Sainct Jehan de Beufz en 1534, Jean de-Beuf en 1778.
Au cours de la période révolutionnaire de la Convention nationale (1792-1795), la commune a porté le nom de Bœuf.

## Histoire

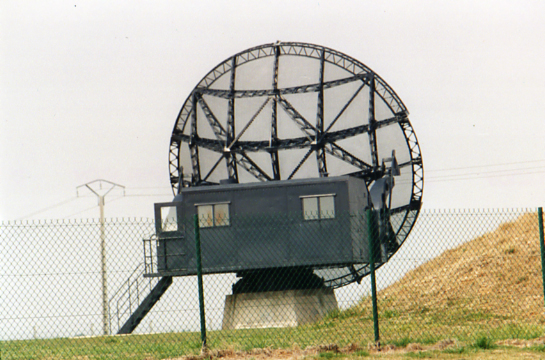
Radar de type Würzburg - Douvres-la-Délivrande.

Construit en 1942 pour surveiller les raids aériens alliés revenant d'Italie et alerter la base d'intervention aérienne de Dijon-Longvic pour leur interception, le camp militaire allemand de Dackel était équipé de deux radars Freya, deux (ou trois selon les sources) radars Würzburg et un grand radar de 42 m de haut, probablement de type Wassermann.
Détruit en 1944 par la Wehrmacht lors de l'évacuation du camp, pillé par la population (venant parfois de loin) pour tout ce qui pouvait être réutilisé ou revendu, occupé par l'armée française en 1945 pour y faire exploser les stocks de munitions allemandes récupérés dans la région, il ne reste aujourd'hui que les bases des bâtiments et les socles des radars dans une nature ayant repris ses droits.
Lire sur ce sujet le livre de Michel Barastier et Marcel Fribourg, Dackel ou Saint Jean de Bœuf à l'heure allemande.

## Politique et administration
| Période                                  | Période  | Identité       | Étiquette | Qualité |
| ---------------------------------------- | -------- | -------------- | --------- | ------- |
| 1932                                     |          | M. Seguin      |           |         |
| avant 1995                               | ?        | André Fribourg |           |         |
| mars 2001                                | En cours | Michel Mercier |           |         |
| Les données manquantes sont à compléter. |          |                |           |         |

## Démographie
L'évolution du nombre d'habitants est connue à travers les recensements de la population effectués dans la commune depuis 1793. Pour les communes de moins de 10 000 habitants, une enquête de recensement portant sur toute la population est réalisée tous les cinq ans, les populations de référence des années intermédiaires étant quant à elles estimées par interpolation ou extrapolation. Pour la commune, le premier recensement exhaustif entrant dans le cadre du nouveau dispositif a été réalisé en 2006.

En 2022, la commune comptait 103 habitants, en évolution de −8,04 % par rapport à 2016 (Côte-d'Or : +0,82 %, France hors Mayotte : +2,11 %).
| 1793 | 1800 | 1806 | 1821 | 1836 | 1841 | 1846 | 1851 | 1856 |
| ---- | ---- | ---- | ---- | ---- | ---- | ---- | ---- | ---- |
| 286  | 323  | 336  | 386  | 331  | 408  | 394  | 414  | 365  |

| 1861 | 1866 | 1872 | 1876 | 1881 | 1886 | 1891 | 1896 | 1901 |
| ---- | ---- | ---- | ---- | ---- | ---- | ---- | ---- | ---- |
| 311  | 326  | 306  | 282  | 281  | 265  | 236  | 221  | 197  |

| 1906 | 1911 | 1921 | 1926 | 1931 | 1936 | 1946 | 1954 | 1962 |
| ---- | ---- | ---- | ---- | ---- | ---- | ---- | ---- | ---- |
| 185  | 198  | 144  | 136  | 131  | 109  | 95   | 97   | 110  |

| 1968 | 1975 | 1982 | 1990 | 1999 | 2006 | 2011 | 2016 | 2021 |
| ---- | ---- | ---- | ---- | ---- | ---- | ---- | ---- | ---- |
| 66   | 51   | 59   | 56   | 65   | 101  | 115  | 112  | 105  |

| 2022 | - | - | - | - | - | - | - | - |
| ---- | - | - | - | - | - | - | - | - |
| 103  | - | - | - | - | - | - | - | - |

## Économie
L'élevage de moutons est l'activité agricole principale.

## Culture locale et patrimoine

### Lieux et monuments

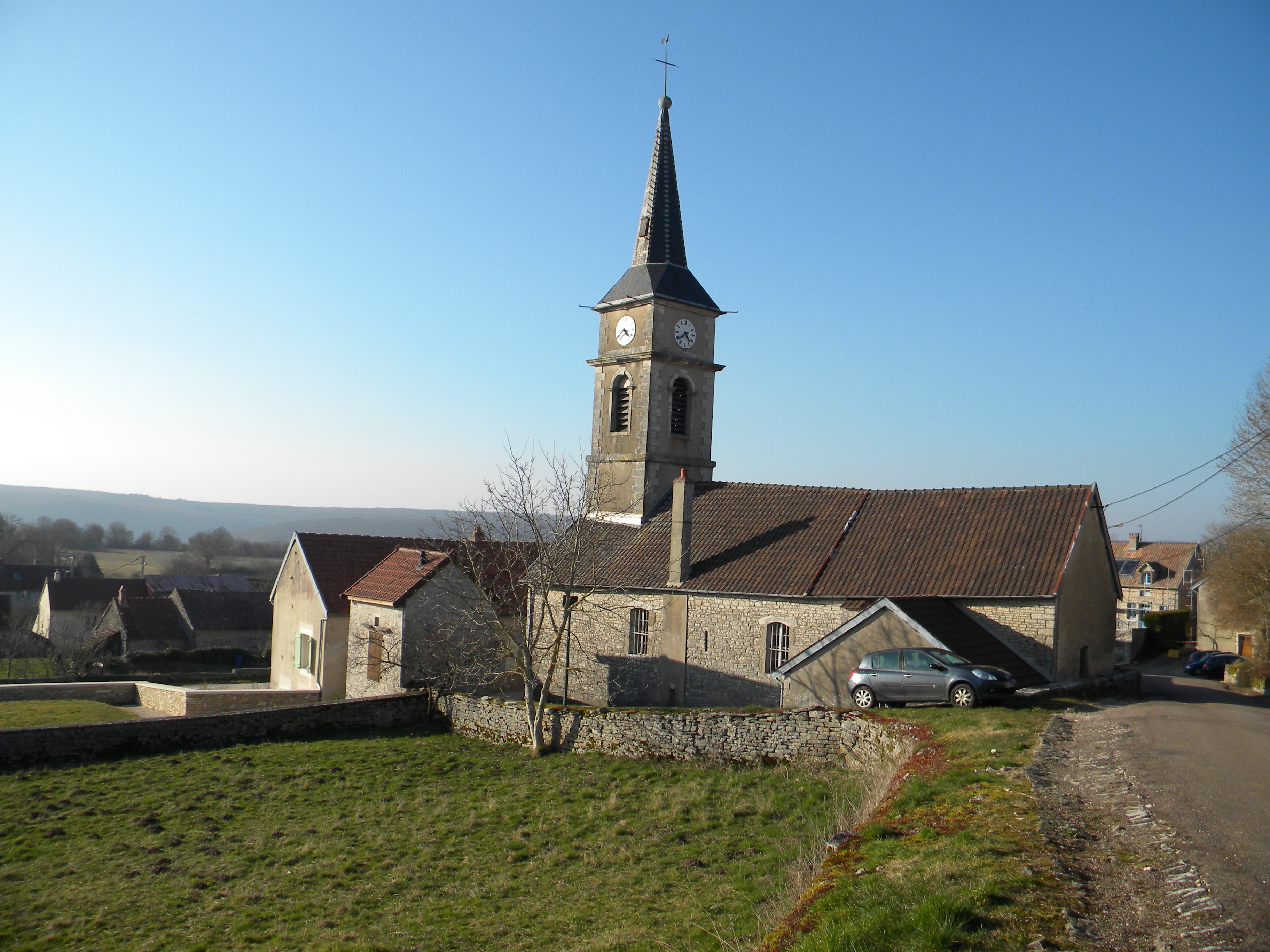
L'église paroissiale Saint-Jean-Baptiste.

- Église Saint-Jean-Baptiste, datant des XVIIIe – XIXe siècles, surmontée d'une flèche en ardoise.
- Ancien relais de poste du XIXe siècle.
- Vestiges du camp militaire de Dackel, base radar allemande durant la Seconde Guerre mondiale.
- Panorama vue superbe sur la vallée de l'Ouche au surplomb de l'abbaye de La Bussière-sur-Ouche.
- Grotte de Roche-Chèvre, pour les amateurs de spéléologie, située dans la forêt domaniale de Détain-et-Bruant, au nord de la D 8, reliant Saint-Jean-de Bœuf à Détain-et-Bruant.

### Personnalités liées à la commune
- Louise Seguin, exploratrice des terres antarctiques.

### Héraldique
| Blason de Saint-Jean-de-Bœuf | Blason  | D'azur à saint Jean-Baptiste d'argent, au chef de vair de deux tires. |
| Blason de Saint-Jean-de-Bœuf | Détails | Le statut officiel du blason reste à déterminer.                      |